# Sebastián Ribas
Sebastián Ribas, geboren als Sebastián César Helios Ribas Barbato Montevideo, 11 maart 1988) is een Uruguayaans profvoetballer, beter bekend onder de naam Seba Ribas. Dankzij zijn moeder bezit hij ook de Italiaanse nationaliteit.

## Biografie
Hij begon zijn profcarrière tijdens het seizoen 2005-2006 bij Juventud de Las Piedras, een Uruguayaanse ploeg uit de Segunda División (Uruguay). Ribas speelde er in totaal zeventien wedstrijden en maakte zes doelpunten.
Vanaf het seizoen 2006-2007 stapte hij over naar de Inter Milaan. Op 17 januari 2007 maakte Ribas maakte zijn debuut voor de club tijdens de kwartfinale van de Coppa Italia. De wedstrijd werd met een 2-0-overwinning afgesloten tegen Empoli FC. Hij maakte zijn eerste doelpunt voor Inter Milaan tegen Atalanta B.C. tijdens een andere wedstrijd in de Coppa Italia. Doordat hij zeer beperkte speelminuten kreeg, werd hij uitgeleend aan Spezia Calcio 1906, een ploeg uit de Serie B.
Vanaf het het seizoen 2008-2009 stapte hij over naar het Frankrijk, waar hij een driejarig contract tekende bij Dijon FCO, een ploeg uit de Ligue 2. Tijdens het eerste seizoen zou hij vierendertig keer optreden en elf doelpunten maken. Het tweede seizoen werd hij nog meer bepalender met zestien treffers, waardoor hij op de derde plaats van de topscorers kwam. In zijn derde en laatste seizoen zou hij met zijn drieëntwintig treffers de ploeg naar de derde plaats loodsen, met promotie naar de Ligue 1 als gevolg. Op persoonlijk vlak werd hij topscorer van de reeks en werd hij verkozen tot beste speler van de Ligue 2.
Vanaf het seizoen 2011-2012 keerde hij terug naar Italië, deze keer bij Genoa CFC. Hij speelde nog geen officiële wedstrijd voor deze ploeg, maar werd wel aan vijf ploegen uitgeleend. Op 4 januari 2012 werd hij uitgeleend aan het Portugese Sporting Lissabon. De bedoeling was om er anderhalf jaar te blijven, maar aan het einde van het seizoen werd het contract opgezegd. De tweede uitleenbeurt was bij het Monegaskische AS Monaco, dat op dat ogenblik in de Ligue 2 uitkwam. Door een kwetsuur kwam Ribas niet aan spelen toe en keerde hij aan het einde van het seizoen 2012-2013 terug naar Genoa CFC. Op 21 juli 2013 ging hij naar Ecuador bij Barcelona Sporting Club. Hij werd uitgeleend met een optie tot aankoop. Hij kon echter niet overtuigen en keerde in januari 2014 terug naar Genoa FC. Deze ploeg leende hij hem onmiddellijk uit aan het in problemen verkerende RC Strasbourg. Met zijn vijf doelpunten in dertien wedstrijden hielp hij mee met het behoud van de ploeg in de Championnat National. Het daaropvolgende seizoen 2013-2014 werd Sibas opnieuw uitgeleend bij het Spaanse FC Cartagena, waar zijn vader Julio César Ribas voor het ogenblik coach was. De ploeg had het moeilijk tot op 18 januari 2015 tegen Granada CF B duidelijk gewonnen werd. Ribas maakte het eerste doelpunt van de ploeg, maar het was net tijdens de zeventiende speelminuut dat de speler een dubbele kaakbreuk opliep. Het zou nog tot de eindronde duren voordat het behoud verzekerd werd. Ribas kon het echter nooit echt waarmaken en zijn zes doelpunten werd als te weinig aangevoeld, waardoor een langer verblijf in de havenstad niet mogelijk was.
Tijdens het voorseizoen 2014-2015 trainde hij mee met het Uruguyaanse CA Fénix, een ploeg uit de Primera División, maar hij had zijn hoop gezet op een terugkeer naar het Europese voetbal en namen gelijk het Roemeense Steaua Boekarest doken al snel op in de pers.. Andere bronnen spraken dit tegen en meldden dat hij getekend had bij CA Fénix en zo terugkeerde naar zijn geboorteland..
Voor het seizoen 2017-2018 kwam hij terug naar Europa, bij Oekraïense Karpaty Lviv, een ploeg uit de Premjer Liha.
Vanaf seizoen 2016-2017 stapte hij over naar Mexicaanse Venados FC Yucatán, dat aantreed in de Liga de Ascenso.
Voor het seizoen 2017-2018 kwam hij terug naar Europa, bij Oekraïense Karpaty Lviv, een ploeg uit de Premjer Liha.  Het werd geen groot succes en na 4 officiële wedstrijden stapte hij over naar het Argentijnse CA Patronato de la Juventud Católica, een ploeg uit de Torneo Argentino A.
Begin 2018 stapte hij over naar reeksgenoot CA Lanús.  Hij scoorde er 5 doelpunten tijdens 19 officiële partijen.
In 2019 verhuisde hij naar reeksgenoot CA Rosario Central, maar begin 2020 verhuisde hij terug naar CA Central Córdoba.
Vanaf 2022 keerde hij terug naar zijn vaderland en tekende hij bij Montevideo City Torque,  een ploeg uit de Primera División.
Op het einde van 2023 stapte hij over naar Albion FC, een ploeg uit de  Segunda División.